# James O'Barr
James O'Barr (Detroit, 1º gennaio 1960) è un fumettista statunitense.
È famoso soprattutto per aver creato Il corvo, fumetto passato alla storia grazie al film, diretto da Alex Proyas, con Brandon Lee.

## Biografia
Nasce a Detroit il 1º gennaio 1960 e resta fino ai sette anni in un orfanotrofio della stessa città. Durante il periodo scolastico ha studiato scultura rinascimentale e fotografia.
Nel 1978 la sua ragazza Beverly venne uccisa in un incidente da un ubriaco e dopo questo avvenimento si arruolò volontario nei Marines degli Stati Uniti, per tentare di placare il rimorso e la sofferenza. Durante il periodo dell'arruolamento era di stanza in Germania e illustrava manuali da combattimento per i marines.
Nel 1981 a Berlino iniziò a lavorare a Il corvo, una sorta di rappresentazione della sua tragedia personale vissuta, l'ispirazione finale la ebbe quando a Detroit su un giornale lesse la storia di due fidanzati uccisi per un anello da 20$. Il Corvo si rivelò un grande successo sia di pubblico che di critica e furono vendute circa 750 000 copie.
Dopo essere congedato dai Marines, O'Barr continuò a disegnare i suoi fumetti e sbarcando il lunario con vari lavori. Nel 2011 uscirà il suo ultimo lavoro intitolato "Sundown", progetto a cui stava lavorando da anni. La presentazione è avvenuta il 29 gennaio 2011.
Attualmente vive a Dallas, in Texas, ed è padre di due bambini, Erik, nato nel 1992 dal secondo matrimonio e Noelle, dal quarto matrimonio.

## Premi
- Storyteller Award premio del Festival international de la bande dessinée d'Angoulême, Francia.